# Tanza
Tanza è una municipalità di prima classe delle Filippine, situata nella Provincia di Cavite, nella Regione di Calabarzon.
Tanza è formata da 41 baranggay:
- Amaya I
- Amaya II
- Amaya III
- Amaya IV
- Amaya V
- Amaya VI
- Amaya VII
- Bagtas
- Barangay I (Pob.)
- Barangay II (Pob.)
- Barangay III (Pob.)
- Barangay IV (Pob.)
- Biga
- Biwas
- Bucal
- Bunga
- Calibuyo
- Capipisa
- Daang Amaya I
- Daang Amaya II
- Daang Amaya III

- Halayhay
- Julugan I
- Julugan II
- Julugan III
- Julugan IV
- Julugan V
- Julugan VI
- Julugan VII
- Julugan VIII
- Lambingan
- Mulawin
- Paradahan I
- Paradahan II
- Punta I
- Punta II
- Sahud Ulan
- Sanja Mayor
- Santol
- Tanauan
- Tres Cruses